# Rudgea sclerocalyx
Rudgea sclerocalyx är en måreväxtart som först beskrevs av Johannes Müller Argoviensis, och fick sitt nu gällande namn av Daniela Cristina Zappi. Rudgea sclerocalyx ingår i släktet Rudgea och familjen måreväxter. Inga underarter finns listade i Catalogue of Life.